# Liste der Mitglieder des Sangiin (22. Wahlperiode)
Die Liste gibt einen Überblick über alle Mitglieder des Sangiin der 22. Wahlperiode (2010–2013).

## Fraktionen
Nach der Sangiin-Wahl 2010 setzte sich das Sangiin wie folgt zusammen:
| Fraktion (Abkürzung) | Wahlergebnis (Parteien)                                            | Beginn der Legislaturperiode (175. Kokkai) | Ende der Legislaturperiode (183. Kokkai) | Zugänge | Abgänge | Saldo |
| --- | ------------------------------------------------------------------ | ------------------------------------------ | ---------------------------------------- | --- | --- | ----- |
| Demokratische Partei (DPJ)/ Shinryokufūkai/ Neue Volkspartei (Oktober–Dezember 2012) Minshutō / Shinryokufūkai / Kokumin Shintō                                          | 106 (DPJ) 1 (Unabhängige)                                          | 107                                        | 86                                       | Hata T. (Nachrücker) Tamaki (Nachrücker) Tarui (Nachrücker) Otsuji K. (Nachrücker) Yamamura (Nachrücker) | Nishioka (Präsident) Hirata (Präsident) Ōishi † Hirayama M. (Wahre Demokraten) Yokomine (Wahre Demokraten) Satō K. (Austritt) Shuhama (Austritt) Tani R. (Austritt) Toyama (Austritt) Tomochika (Austritt) Nakamura T. (Austritt) Hata T. (Austritt) Himei (Austritt) Hirayama K. (Austritt) Hirono (Austritt) Fujiwara Y. (Austritt) Mori Y. (Austritt) Yonenaga (Austritt) Kōda (Austritt) Tanioka (Austritt) Funayama (Austritt) Mito (Austritt) Konno (Rücktritt) Kawasaki (Austritt/Ausschluss) Hirano (Austritt/Ausschluss) Muroi (Rücktritt) | −21   |
| Liberaldemokratische Partei (LDP)/ Tachiagare Nippon (Januar–Dezember 2012)/ Versammlung der Unabhängigen (bis 2013) Jiyūminshutō / Tachiagare Nippon / Mushozoku no Kai | 84                                                                 | 84                                         | 83                                       | Ōe (Beitritt) Fujii T. (Tachiagare Nippon) Katayama T. (Tachiagare Nippon) Nakayama (Tachiagare Nippon) Hasegawa T. (Beitritt) Takemi (Nachrücker) Otsuji H. (Vizepräsident) Ejima (Nachwahl)                                                 | Otsuji H. (Vizepräsident) Hamada K. (Ausschluss) Kishi N. (Rücktritt) Yoshiie (Rücktritt) Fujii T. (Rücktritt) Katayama T. (Ishin) Nakayama (Ishin) Yamazaki M. (Vizepräsident) Ōe (Rücktritt) | −1    |
| Kōmeitō | 19                                                                 | 19                                         | 19                                       | | | 0     |
| Minna no Tō (Minna) | 11                                                                 | 11                                         | 13                                       | Mayama (Nachrücker) Fujimaki (Nachrücker) Yamada Tarō (Nachrücker) Yonenaga (Beitritt) Kōda (Beitritt) | Ueno H. (Rücktritt) Oguma (Rücktritt) Sakurauchi (Rücktritt) | +2    |
| Seikatsu no Tō (Seikatsu) (bis November 2012 Kokumin no Seikatsu ga Daiichi (Seikatsu), dann bis Dezember 2012 Nippon Mirai no Tō (Mirai))                               | –                                                                  | –                                          | 8                                        | Satō K. (Gründung) Shuhama (Gründung) Tani R. (Gründung) Toyama (Gründung) Tomochika (Gründung) Nakamura T. (Gründung) Hata T. (Gründung) Himei (Gründung) Hirayama K. (Gründung) Hirono (Gründung) Fujiwara Y. (Gründung) Mori Y. (Gründung) | Nakamura T. (Rücktritt) Himei (Rücktritt) Tomochika (Rücktritt) Toyama (Rücktritt) | (+8)  |
| Kommunistische Partei Japans (KPJ) Nihon Kyōsantō | 6                                                                  | 6                                          | 6                                        | | | 0     |
| Sozialdemokratische Partei (SDP)/ Allianz zum Schutz der Verfassung Shakaiminshutō / Goken Rengō                                                                         | 4 (SDP)                                                            | 4                                          | 4                                        | | | 0     |
| Midori no Kaze (Midori) | –                                                                  | –                                          | 4                                        | Kamei (Gründung) Kōda (Gründung) Tanioka (Gründung) Funayama (Gründung) Hirayama M. (Beitritt) | Kōda (Austritt) | (+4)  |
| Nippon Ishin no Kai (Ishin) | –                                                                  | –                                          | 3                                        | Katayama T. (Gründung) Nakayama (Gründung) Mito (Beitritt) | | (+3)  |
| Shintō Kaikaku (Kaikaku) (Fraktionsgemeinschaft Tachiagare Nippon/Shintō Kaikaku bis Januar 2012)                                                                        | 3 (Tachiagare Nippon) 2 (Shintō Kaikaku)                           | 5                                          | 2                                        | | Fujii T. (Tachiagare Nippon) Katayama T. (Tachiagare Nippon) Nakayama (Tachiagare Nippon) | −3    |
| Neue Partei Daichi – Wahre Demokraten (Februar 2012–Januar 2013, davor Fraktionsgemeinschaft mit der Demokratischen Partei) Shintō Daichi / Shinminshu                   | –                                                                  | –                                          | –                                        | Hirayama M. (Gründung) Yokomine (Gründung) | Hirayama M. (Austritt) Yokomine (Auflösung) | 0     |
| Neue Volkspartei (bis Oktober 2012, dann Fraktionsgemeinschaft DPJ/NVP, erneut Dezember 2012-März 2013) Kokumin Shintō                                                   | 3                                                                  | 3                                          | –                                        | Hamada K. (Beitritt) | Kamei (Austritt) Morita (Austritt) Hamada K. (Auflösung) Jimi (Auflösung) | −3    |
| Fraktionslos | 1 (Unabhängige) 1 (Kōfuku-jitsugen-tō) 1 (Okinawa Shakai Taishūtō) | 3                                          | 9                                        | Nishioka (Präsident) Otsuji H. (Vizepräsident) Hamada K. Hirata (Präsident) Kamei Yonenaga Mito Yamazaki M. (Vizepräsident) Morita Hamada K. (NVP) Jimi (NVP) Kawasaki Yokomine Hirano                                                        | Ōe Nishioka † Hamada K. Kamei Hasegawa T. Mito Otsuji H. (Vizepräsident) Yonenaga | +6    |
| Gesamt | 242                                                                | 242                                        | 237                                      | | | −5    |

## Präsidium
- Präsident
  - Nishioka Takeo, fraktionslos (vorher Demokratische Partei), 2010–2011
  - Hirata Kenji, fraktionslos (vorher Demokratische Partei), 2011–2013
- Vizepräsident
  - Otsuji Hidehisa, fraktionslos (vorher Liberaldemokratische Partei), 2010–2012
  - Yamazaki Masaaki, fraktionslos (vorher Liberaldemokratische Partei), 2012–2013

## Ausschüsse und Vorsitzende
175. bis 183. Kokkai

### Ständige Ausschüsse
- Kabinettsausschuss
  - Yanagisawa Mitsuyoshi, DPJ, 2010
  - Matsui Kōji, DPJ, 2010–2011
  - Shiba Hirokazu, DPJ, 2011–2012
  - Aihara Kumiko, DPJ, 2012–2013
- Ausschuss für Allgemeine Angelegenheiten (Innenausschuss)
  - Hayashi Kumiko, DPJ, 2010
  - Nataniya Masayoshi, DPJ, 2010–2011
  - Fujisue Kenzō, DPJ, 2011–2012
  - Kusakawa Shōzō, Kōmei, 2012
  - Matsu Akira, Kōmei, 2012–2013
- Justizausschuss
  - Hamada Masayoshi, DPJ, 2010–2011
  - Nishida Makoto, Kōmei, 2011–2012
  - Kusakawa Shōzō, Kōmei, 2012–2013
- Auswärtiger und Verteidigungsausschuss
  - Tanaka Naoki, DPJ, 2010
  - Satō Kōji, DPJ, 2010–2011
  - Fukuyama Tetsurō, DPJ, 2011–2012
  - Katō Toshiyuki, DPJ, 2012–2013
- Ausschuss für Finanzpolitik
  - Fujita Yukihisa, DPJ, 2010–2011
  - Odachi Motoyuki, DPJ, 2011–2012
  - Kawasaki Minoru, DPJ, 2012–2013
  - Fujita Yukihisa, DPJ, 2013
- Ausschuss für Bildung, Kultur und Wissenschaft
  - Mizuochi Toshiei, LDP, 2010
  - Ninoyu Satoshi, LDP, 2010–2011
  - Nogami Kōtarō, LDP, 2011–2012
  - Isozaki Yōsuke, LDP, 2012
  - Maruyama Kazuya, LDP, 2012–2013
- Ausschuss für Gesundheit, Arbeit und Soziales
  - Yanagida Minoru, DPJ, 2010
  - Tsuda Yatarō, DPJ, 2010–2011
  - Kobayashi Masao, DPJ, 2011–2012
  - Takeuchi Norio, DPJ, 2012–2013
- Ausschuss für Landwirtschaft, Forsten und Fischerei
  - Yanagisawa Mitsuyoshi, DPJ, 2010
  - Shuhama Ryō, DPJ, 2010–2011
  - Ogawa Katsuya, DPJ, 2011–2012
  - Nakatani Tomoji, DPJ, 2012–2013
- Ausschuss für Wirtschaft, Handel und Industrie
  - Fujiwara Masahi, DPJ, 2010
  - Yanagisawa Mitsuyoshi, DPJ, 2010–2011
  - Maekawa Kiyoshige, DPJ, 2011–2012
  - Mashiko Teruhiko, DPJ, 2012–2013
- Ausschuss für Land, Infrastruktur und Verkehr
  - Makino Takao, LDP, 2010
  - Koizumi Akio, LDP, 2010–11
  - Okada Naoki, LDP, 2011–2012
  - Ishii Jun’ichi, LDP, 2012–2013
- Umweltausschuss
  - Yamatani Eriko, LDP, 2010
  - Kitagawa Issei, LDP, 2010–2011
  - Matsumura Yoshifumi, LDP, 2011–2012
  - Kawaguchi Yoriko, LDP, 2012–2013 (abgesetzt)
  - Kitagawa Issei, LDP, 2013
- Ausschuss für grundlegende nationale Politik
  - Mizote Kensei, LDP, 2010
  - Kōnoike Yoshitada, LDP, 2010–2011
  - Suzuki Seiji, LDP, 2011–2013
- Haushaltsausschuss
  - Hirano Tatsuo, DPJ, 2010
  - Maeda Takeshi, DPJ, 2010–2011
  - Ishii Hajime, DPJ, 2011–2012
  - Yanagida Minoru, DPJ, 2012
  - Ishii Hajime, DPJ, 2012–2013
- Rechnungsausschuss
  - Kamimoto Mieko, DPJ, 2010
  - Tsuruho Yōsuke, LDP, 2010–2011
  - Yamamoto Junzō, LDP, 2011–2012
  - Kaneko Genjirō, LDP, 2012–2013
- Ausschuss für Verwaltungsaufsicht und Kontrolle
  - Date Chūichi, LDP, 2010
  - Suematsu Shinsuke, LDP, 2010–2011
  - Fukuoka Takamaro, LDP, 2011–2012
  - Mori Masako, LDP, 2012
  - Aichi Jirō, LDP, 2012–2013
- Geschäftsführender Ausschuss
  - Suzuki Seiji, LDP, 2010–2011
  - Tsuruho Yōsuke, LDP, 2011–2012
  - Iwaki Mitsuhide, LDP, 2012–2013
- Disziplinarausschuss
  - Matsumura Ryūji, LDP, 2010
  - Ōishi Hisako, DPJ, 2010–2011
  - Konno Azuma, DPJ, 2011–2012
  - Kitazawa Toshimi, DPJ, 2012–2013

### Sonderausschüsse
- Sonderausschuss für Katastrophen
  - Okazaki Tomiko, DPJ, 2010
  - Tsurunen Marutei, DPJ, 2010–2011
  - Matsushita Shimpei, LDP, 2011–2012
  - Makino Takao, LDP, 2012–2013
- Sonderausschuss für Okinawa und die Nördlichen Territorien
  - Nakagawa Masaharu, LDP, 2010–2012
  - Kishi Nobuo, LDP, 2012
  - Inoguchi Kuniko, LDP, 2012–2013
- Sonderausschuss für politische Ethik und Wahlrecht
  - Kobayashi Masao, DPJ, 2010
  - Tanaka Naoki, DPJ, 2010–2012
  - Adachi Shin’ya, DPJ, 2012
  - Todoroki Toshiyuki, DPJ, 2012–2013
- Sonderausschuss für die [nordkoreanische] Entführungsfrage und verwandte Angelegenheiten
  - Maeda Takeshi, DPJ, 2010
  - Haku Shinkun, DPJ, 2010–2012
  - Ōtsuka Kōhei, DPJ, 2012–2013
  - Tokunaga Hisashi, DPJ, 2012–2013
- Sonderausschuss für Entwicklungshilfe
  - Matsuyama Masaji, LDP, 2010
  - Nakamura Hirohiko, LDP, 2010–
  - Fujii Motoyuki, LDP,
  - Yamatani Eriko, LDP,
- Sonderausschuss für Verbraucherschutz
  - Taniai Masaaki, Kōmei, 2010–
  - Yamamoto Hiroshi, Kōmei,
  - Katō Shūichi, Kōmei,
- Sonderausschuss für den Wiederaufbau nach dem Großen Ostjapanischen Erdbeben
  - Yanagida Minoru, DPJ, 2011
  - Mashiko Teruhiko, DPJ, 2011–2012
  - Ikeguchi Shūji, DPJ, 2012
  - Tamaki Kazuya, DPJ, 2012–2013

### Forschungs- und Beratungsausschüsse
- Forschungsausschuss (chōsakai) für Internationale und globale Umweltfragen, Lebensmittel
  - Fujiwara Masashi
- Forschungsausschuss für die Existenzsicherung der Bürger (kokumin seikatsu), Wirtschaft, Sozialversicherung
  - Yamazaki Tsutomu
  - Kōnoike Yoshitada
- Forschungsausschuss für eine „einige Gesellschaft“ (kyōsei shakai), „Belebung der Regionen“ (chiiki kasseika)
  - Naoshima Masayuki
- Beratungsausschuss für politische Ethik
  - Hirata Kenji, DPJ, 2010–
  - Ichikawa Yasuo, DPJ

## Kabinette
- Zu Beginn der Wahlperiode: Kabinett Kan → Kabinett Kan (1. Umbildung) → Kabinett Kan (2. Umbildung).
- 30. August 2011
 Das Sangiin stimmt wie das Shūgiin mit 110 Stimmen für Premierminister Noda Yoshihiko (DPJ; Tanigaki Sadakazu, LDP, 107; 24 Enthaltungen); im ersten Wahlgang hatte Noda Yoshihiko 110 Stimmen erhalten (Tanigaki Sadakazu, LDP, 85; Yamaguchi Natsuo, Kōmeitō, 19; Watanabe Yoshimi, Minna no Tō, 11; Shii Kazuo, KPJ, 6; Fukushima Mizuho, SDP, 5; Hiranuma Takeo, Tachiagare Nippon, 3; Masuzoe Yōichi, Shintō Kaikaku, 2): Kabinett Noda → Kabinett Noda (1. Umbildung) → Kabinett Noda (2. Umbildung) → Kabinett Noda (3. Umbildung).
- 26. Dezember 2012
 Das Sangiin stimmt wie das Shūgiin mit 107 Stimmen für Premierminister Abe Shinzō (LDP; Kaieda Banri, DPJ, 96; 1 ungültige Stimme, 30 leere Stimmzettel): Kabinett Shinzō Abe II

## Abgeordnete
| Name                              | Fraktion       | Wahlkreis bzw. Verhältniswahl | Ende der Amtszeit | Sonstiges |
| --------------------------------- | -------------- | ----------------------------- | ----------------- | --- |
| Adachi Shin’ya                    | DPJ            | Ōita                          | 2016              | |
| Aichi Jirō                        | LDP            | Miyagi                        | 2013              | |
| Aihara Kumiko                     | DPJ            | Verhältniswahl                | 2013              | |
| Akaishi Kiyomi                    | LDP            | Verhältniswahl                | 2016              | |
| Akino Kōzō                        | Kōmeitō        | Verhältniswahl                | 2016              | |
| Aoki Kazuhiko                     | LDP            | Shimane                       | 2016              | |
| Arai Hiroyuki                     | Kaikaku        | Verhältniswahl                | 2016              | |
| Araki Kiyohiro                    | Kōmeitō        | Verhältniswahl                | 2016              | |
| Arimura Haruko                    | LDP            | Verhältniswahl                | 2013              | |
| Arita Yoshifu                     | DPJ            | Verhältniswahl                | 2016              | |
| Daimon Mikishi                    | KPJ            | Verhältniswahl                | 2016              | |
| Date Chūichi                      | LDP            | Hokkaidō                      | 2013              | |
| Eda Satsuki                       | DPJ            | Okayama                       | 2016              | |
| Eguchi Katsuhiko                  | Minna          | Verhältniswahl                | 2016              | |
| Ejima Kiyoshi                     | LDP            | Yamaguchi                     | 2016              | Nachwahl für Kishi Nobuo im April 2013 |
| Esaki Takashi                     | DPJ            | Verhältniswahl                | 2016              | |
| Etō Seiichi                       | LDP            | Verhältniswahl                | 2013              | |
| Fujii Motoyuki                    | LDP            | Verhältniswahl                | 2016              | |
| Fujii Takao                       | LDP/Tachinichi | Gifu                          | 2013              | Rücktritt/Mandatsverlust im Dezember 2012 für Kandidatur bei der Shūgiin-Wahl 2012                                                              |
| Fujikawa Masahito                 | LDP            | Aichi                         | 2016              | |
| Fujimaki Yukio                    | Minna          | Verhältniswahl                | 2016              | Nachrücker im Dezember 2012 für Ueno Hiroshi/Oguma Shinji/Sakurauchi Fumiki                                                                     |
| Fujimoto Yūji                     | DPJ            | Shizuoka                      | 2016              | |
| Fujisue Kenzō                     | DPJ            | Verhältniswahl                | 2016              | |
| Fujita Yukihisa                   | DPJ            | Ibaraki                       | 2013              | |
| Fujitani Kōshin                   | DPJ            | Verhältniswahl                | 2013              | |
| Fujiwara Masashi                  | DPJ            | Verhältniswahl                | 2013              | |
| Fujiwara Yoshinobu                | Seikatsu       | Verhältniswahl                | 2013              | Gewählt für die Demokratische Partei, Austritt im Juli 2012, Seikatsu→Mirai→Seikatsu no Tō                                                      |
| Fukuoka Takamaro                  | LDP            | Saga                          | 2016              | |
| Fukuyama Tetsurō                  | DPJ            | Kyōto                         | 2016              | |
| Fukushima Mizuho                  | SDP            | Verhältniswahl                | 2016              | |
| Funayama Yasue                    | Midori         | Yamagata                      | 2013              | Gewählt für die Demokratische Partei, Gründung von Midori no Kaze im Juli 2012                                                                  |
| Furukawa Toshiharu                | LDP            | Saitama                       | 2013              | |
| Gunji Akira                       | DPJ            | Ibaraki                       | 2016              | |
| Haku Shinkun (Paek Jinhun)        | DPJ            | Verhältniswahl                | 2016              | |
| Hamada Kazuyuki                   | fraktionslos   | Tottori                       | 2016              | gewählt für die LDP, Ausschluss im Juli 2011, Beitritt zur NVP im Dezember 2011, 2012 vorübergehend Fraktionsgemeinschaft DPJ/NVP               |
| Hamada Masayoshi                  | Kōmeitō        | Verhältniswahl                | 2016              | |
| Hasegawa Gaku                     | LDP            | Hokkaidō                      | 2016              | |
| Hasegawa Tamon                    | LDP            | Ibaraki                       | 2013              | Gewählt als Unabhängiger, Beitritt zur LDP-Fraktion im August 2012                                                                              |
| Hashimoto Seiko                   | LDP            | Verhältniswahl                | 2013              | |
| Hata Tomoko                       | Seikatsu       | Verhältniswahl                | 2013              | Nachrücker für Nishioka Takeo im November 2011 für die Demokratische Partei, Austritt im Juli 2012, Seikatsu→Mirai→Seikatsu no Tō               |
| Hata Yūichirō                     | DPJ            | Nagano                        | 2013              | |
| Hayashi Kumiko                    | DPJ            | Shiga                         | 2016              | |
| Hayashi Yoshimasa                 | LDP            | Yamaguchi                     | 2013              | |
| Himei Yumiko                      | Seikatsu       | Okayama                       | 2013              | Gewählt für die Demokratische Partei, Austritt im Juli 2012, Rücktritt/Mandatsverlust im Dezember 2012 für Kandidatur bei der Shūgiin-Wahl 2012 |
| Hirano Tatsuo                     | fraktionslos   | Iwate                         | 2013              | DPJ, Austrittsgesuch/Ausschluss im April 2013                                                                                                   |
| Hirata Kenji                      | fraktionslos   | Gifu                          | 2013              | vor der Wahl zum Präsidenten DPJ |
| Hirayama Kōji                     | Seikatsu       | Aomori                        | 2013              | Gewählt für die Demokratische Partei, Austritt im Juli 2012, Seikatsu→Mirai→Seikatsu no Tō                                                      |
| Hirayama Makoto                   | Midori         | Verhältniswahl                | 2013              | Gewählt für die Demokratische Partei, Gründungsmitglied Wahre Demokraten 2012, Beitritt zu Midori no Kaze im Dezember 2012                      |
| Hirono Tadashi                    | Seikatsu       | Verhältniswahl                | 2013              | Gewählt für die Demokratische Partei, Austritt im Juli 2012, Seikatsu→Mirai→Seikatsu no Tō                                                      |
| Hirota Hajime                     | DPJ            | Kōchi                         | 2016              | |
| Ichida Tadayoshi                  | KPJ            | Verhältniswahl                | 2016              | |
| Ichikawa Yasuo                    | DPJ            | Ishikawa                      | 2013              | |
| Ikeguchi Shūji                    | DPJ            | Verhältniswahl                | 2013              | |
| Inoguchi Kuniko                   | LDP            | Chiba                         | 2016              | |
| Inoue Satoshi                     | KPJ            | Verhältniswahl                | 2013              | |
| Ishibashi Michihiro               | DPJ            | Verhältniswahl                | 2016              | |
| Ishii Hajime                      | DPJ            | Verhältniswahl                | 2013              | |
| Ishii Hirō                        | LDP            | Akita                         | 2016              | |
| Ishii Jun’ichi                    | LDP            | Chiba                         | 2013              | |
| Ishii Midori                      | LDP            | Verhältniswahl                | 2013              | |
| Ishikawa Hirotaka                 | Kōmeitō        | Osaka                         | 2016              | |
| Isozaki Yoshihiko                 | LDP            | Kagawa                        | 2016              | |
| Isozaki Yōsuke                    | LDP            | Ōita                          | 2013              | |
| Itokazu Keiko                     | fraktionslos   | Okinawa                       | 2013              | Mitglied der Okinawa Shakai Taishūtō |
| Iwai Shigeki                      | LDP            | Shizuoka                      | 2016              | |
| Iwaki Mitsuhide                   | LDP            | Fukushima                     | 2016              | |
| Iwamoto Tsukasa                   | DPJ            | Fukuoka                       | 2013              | |
| Jimi Shōzaburō                    | fraktionslos   | Verhältniswahl                | 2013              | NVP, 2012 vorübergehend Fraktionsgemeinschaft DPJ/NVP                                                                                           |
| Kagaya Ken                        | DPJ            | Chiba                         | 2013              | |
| Kajiya Yoshito                    | LDP            | Kagoshima                     | 2013              | |
| Kaneko Genjirō                    | LDP            | Nagasaki                      | 2016              | |
| Kamei Akiko                       | Midori         | Shimane                       | 2013              | Gewählt für die Neue Volkspartei, Austritt im April 2012, Gründung von Midori no Kaze im Juli 2012                                              |
| Kami Tomoko                       | KPJ            | Verhältniswahl                | 2013              | |
| Kamimoto Mieko                    | DPJ            | Verhältniswahl                | 2013              | |
| Kaneko Emi                        | DPJ            | Fukushima                     | 2013              | |
| Kaneko Yōichi                     | DPJ            | Kanagawa                      | 2016              | |
| Katayama Satsuki                  | LDP            | Verhältniswahl                | 2016              | |
| Katayama Toranosuke               | Ishin          | Verhältniswahl                | 2016              | Tachiagare Nippon, 2012 Fraktionsgemeinschaft mit LDP, dann Taiyō no Tō, Nippon Ishin no Kai                                                    |
| Katō Shūichi                      | Kōmeitō        | Verhältniswahl                | 2013              | |
| Katō Toshiyuki                    | DPJ            | Verhältniswahl                | 2016              | |
| Kawada Ryūhei                     | Minna          | Tokio                         | 2013              | |
| Kawaguchi Yoriko                  | LDP            | Verhältniswahl                | 2013              | |
| Kawai Takanori                    | DPJ            | Verhältniswahl                | 2013              | |
| Kawakami Yoshihiro                | DPJ            | Tottori                       | 2013              | |
| Kawasaki Minoru                   | DPJ            | Saga                          | 2013              | |
| Kazama Naoki                      | DPJ            | Verhältniswahl                | 2013              | |
| Kishi Kōichi                      | LDP            | Yamagata                      | 2016              | |
| Kishi Nobuo                       | LDP            | Yamaguchi                     | 2016              | Rücktritt/Mandatsverlust im November 2012 für Kandidatur bei der Shūgiin-Wahl 2012                                                              |
| Kitagawa Issei                    | LDP            | Osaka                         | 2016              | |
| Kitazawa Toshimi                  | DPJ            | Nagano                        | 2016              | |
| Koba Kentarō                      | Kōmeitō        | Verhältniswahl                | 2013              | |
| Kobayashi Masao                   | DPJ            | Verhältniswahl                | 2016              | |
| Kōda Kuniko                       | Minna          | Saitama                       | 2013              | Gewählt für die Demokratische Partei, Gründung von Midori no Kaze im Juli 2012, Beitritt zur Minna no Tō im März 2013                           |
| Koizumi Akio                      | LDP            | Kanagawa                      | 2016              | |
| Komiyama Yoshiharu                | DPJ            | Gifu                          | 2016              | |
| Konishi Hiroyuki                  | DPJ            | Chiba                         | 2016              | |
| Konno Azuma                       | DPJ            | Verhältniswahl                | 2013              | Rücktritt/Mandatsverlust im Dezember 2012 für Kandidatur bei der Shūgiin-Wahl 2012                                                              |
| Kōnoike Yoshitada                 | LDP            | Hyōgo                         | 2013              | |
| Kosaka Kenji                      | LDP            | Verhältniswahl                | 2016              | |
| Koshiishi Azuma                   | DPJ            | Yamanashi                     | 2016              | |
| Kumagai Yutaka                    | LDP            | Miyagi                        | 2016              | |
| Kusakawa Shōzō                    | Kōmeitō        | Verhältniswahl                | 2013              | |
| Maeda Takeshi                     | DPJ            | Verhältniswahl                | 2016              | |
| Maekawa Kiyoshige                 | DPJ            | Nara                          | 2016              | |
| Makino Takao                      | LDP            | Shizuoka                      | 2013              | |
| Makiyama Hiroe                    | DPJ            | Kanagawa                      | 2013              | |
| Marukawa Tamayo                   | LDP            | Tokio                         | 2013              | |
| Maruyama Kazuya                   | LDP            | Verhältniswahl                | 2013              | |
| Mashiko Teruhiko                  | DPJ            | Fukushima                     | 2016              | |
| Masuzoe Yōichi                    | Kaikaku        | Verhältniswahl                | 2013              | |
| Mataichi Seiji                    | SDP            | Verhältniswahl                | 2013              | |
| Matsu Akira                       | Kōmeitō        | Kanagawa                      | 2013              | |
| Matsuda Kōta                      | Minna          | Tokio                         | 2016              | |
| Matsui Kōji                       | DPJ            | Kyōto                         | 2013              | |
| Matsumura Ryūji                   | LDP            | Fukui                         | 2013              | |
| Matsumura Yoshifumi               | LDP            | Kumamoto                      | 2016              | |
| Matsuno Nobuo                     | DPJ            | Kumamoto                      | 2013              | |
| Matsushita Shimpei                | LDP            | Miyazaki                      | 2016              | |
| Matsuura Daigo                    | DPJ            | Akita                         | 2013              | |
| Matsuyama Masaji                  | LDP            | Fukuoka                       | 2013              | |
| Mayama Yūichi                     | Minna          | Verhältniswahl                | 2016              | Nachrücker im Dezember 2012 für Ueno Hiroshi/Oguma Shinji/Sakurauchi Fumiki                                                                     |
| Mihara Junko                      | LDP            | Verhältniswahl                | 2016              | |
| Mito Masashi                      | Ishin          | Kanagawa                      | 2013              | Gewählt für die Demokratische Partei, Austritt im Oktober 2012, Beitritt zu Nippon Ishin no Kai im Dezember 2012                                |
| Miyazawa Yōichi                   | LDP            | Hiroshima                     | 2016              | |
| Mizote Kensei                     | LDP            | Hiroshima                     | 2013              | |
| Mizuno Ken’ichi                   | Minna          | Chiba                         | 2016              | |
| Mizuochi Toshiei                  | LDP            | Verhältniswahl                | 2016              | |
| Mizuoka Shun’ichi                 | DPJ            | Hyōgo                         | 2016              | |
| Mori Masako                       | LDP            | Fukushima                     | 2013              | |
| Mori Yūko                         | Seikatsu       | Niigata                       | 2013              | Gewählt für die Demokratische Partei, Austritt im Juli 2012, Seikatsu→Mirai→Seikatsu no Tō                                                      |
| Morita Takashi                    | fraktionslos   | Toyama                        | 2013              | NVP seit 2008, 2012 vorübergehend Fraktionsgemeinschaft DPJ/NVP, NVP-Austritt im Januar 2013                                                    |
| Muroi Kunihiko                    | DPJ            | Verhältniswahl                | 2013              | Rücktritt im Mai 2013 |
| Nagahama Hiroyuki                 | DPJ            | Chiba                         | 2013              | |
| Nagasawa Hiroaki                  | Kōmeitō        | Verhältniswahl                | 2016              | |
| Nakagawa Masaharu                 | LDP            | Tokio                         | 2016              | |
| Nakahara Yaichi                   | LDP            | Niigata                       | 2016              | |
| Nakamura Hirohiko                 | LDP            | Verhältniswahl                | 2016              | |
| Nakamura Tetsuji                  | Seikatsu       | Nara                          | 2013              | Gewählt für die Demokratische Partei, Austritt im Juli 2012, Rücktritt/Mandatsverlust im Dezember 2012 für Kandidatur bei der Shūgiin-Wahl 2012 |
| Nakanishi Kenji                   | Minna          | Kanagawa                      | 2016              | |
| Nakanishi Yūsuke                  | LDP            | Tokushima                     | 2016              | |
| Nakasone Hirofumi                 | LDP            | Gunma                         | 2016              | |
| Nakatani Tomoji                   | DPJ            | Tokushima                     | 2013              | |
| Nakayama Kyōko                    | Ishin          | Verhältniswahl                | 2013              | Tachiagare Nippon, 2012 Fraktionsgemeinschaft mit LDP, dann Taiyō no Tō, Nippon Ishin no Kai                                                    |
| Namba Shōji                       | DPJ            | Verhältniswahl                | 2016              | |
| Naoshima Masayuki                 | DPJ            | Verhältniswahl                | 2016              | |
| Nataniya Masayoshi                | DPJ            | Verhältniswahl                | 2016              | |
| Ninoyu Satoshi                    | LDP            | Kyōto                         | 2016              | |
| Nishida Makoto                    | Kōmeitō        | Saitama                       | 2016              | |
| Nishida Shōji                     | LDP            | Kyōto                         | 2013              | |
| Nishimura Masami                  | DPJ            | Verhältniswahl                | 2016              | |
| Nishioka Takeo                    | fraktionslos   | Verhältniswahl                | 2013              | vor der Wahl zum Präsidenten DPJ; † 5. November 2011                                                                                            |
| Nogami Kōtarō                     | LDP            | Toyama                        | 2016              | |
| Nomura Tetsurō                    | LDP            | Kagoshima                     | 2016              | |
| Odachi Motoyuki                   | DPJ            | Osaka                         | 2016              | |
| Ōe Yasuhiro                       | LDP            | Verhältniswahl                | 2013              | Mitglied der Kōfuku-jitsugen-tō, Austritt im Dezember 2010, Beitritt zur LDP-Fraktion im September 2011, Rücktritt im Mai 2013                  |
| Ogawa Katsuya                     | DPJ            | Hokkaidō                      | 2013              | |
| Ogawa Toshio                      | DPJ            | Tokio                         | 2016              | |
| Oguma Shinji                      | Minna          | Verhältniswahl                | 2016              | Rücktritt/Mandatsverlust im Dezember 2012 für Kandidatur bei der Shūgiin-Wahl 2012                                                              |
| Ōie Satoshi                       | LDP            | Fukuoka                       | 2016              | |
| Ōishi Hisako                      | DPJ            | Verhältniswahl                | 2013              | † 4. Januar 2012 |
| Okada Hiroshi                     | LDP            | Ibaraki                       | 2016              | |
| Okada Naoki                       | LDP            | Ishikawa                      | 2016              | |
| Ōkawara Masako                    | DPJ            | Tokio                         | 2013              | |
| Okazaki Tomiko                    | DPJ            | Miyagi                        | 2013              | |
| Ōkubo Tsutomu                     | DPJ            | Fukuoka                       | 2016              | |
| Ōkubo Yukishige                   | DPJ            | Nagasaki                      | 2013              | |
| Ono Jirō                          | Minna          | Verhältniswahl                | 2016              | |
| Ōno Motohiro                      | DPJ            | Saitama                       | 2016              | |
| Ōshima Kusuo                      | DPJ            | Verhältniswahl                | 2013              | |
| Otsuji Hidehisa                   | LDP            | Verhältniswahl                | 2013              | 2010–Dezember 2012 als Vizepräsident fraktionslos                                                                                               |
| Otsuji Kanako                     | DPJ            | Verhältniswahl                | 2013              | Nachrücker für Muroi Kunihiko im Mai 2013 |
| Ōtsuka Kōhei                      | DPJ            | Aichi                         | 2013              | |
| Renhō (Lien-fang)                 | DPJ            | Tokio                         | 2016              | |
| Saitō Yoshitaka                   | DPJ            | Aichi                         | 2016              | |
| Sakurai Mitsuru                   | DPJ            | Miyagi                        | 2016              | |
| Sakurauchi Fumiki                 | Minna          | Verhältniswahl                | 2016              | Rücktritt/Mandatsverlust im Dezember 2012 für Kandidatur bei der Shūgiin-Wahl 2012                                                              |
| Santō Akiko                       | LDP            | Verhältniswahl                | 2013              | |
| Satō Kōji                         | Seikatsu       | Hiroshima                     | 2013              | Gewählt für die Demokratische Partei, Austritt im Juli 2012, Seikatsu→Mirai→Seikatsu no Tō                                                      |
| Satō Masahisa                     | LDP            | Verhältniswahl                | 2013              | |
| Satō Nobuaki                      | LDP            | Verhältniswahl                | 2013              | |
| Satō Yukari                       | LDP            | Verhältniswahl                | 2016              | |
| Sekiguchi Masakazu                | LDP            | Saitama                       | 2016              | |
| Sekō Hiroshige                    | LDP            | Wakayama                      | 2013              | |
| Shiba Hirokazu                    | DPJ            | Mie                           | 2016              | |
| Shibata Takumi                    | Minna          | Verhältniswahl                | 2016              | |
| Shimajiri Aiko                    | LDP            | Okinawa                       | 2016              | |
| Shimba Kazuya                     | DPJ            | Shizuoka                      | 2013              | |
| Shirahama Kazuyoshi               | Kōmeitō        | Osaka                         | 2013              | |
| Shuhama Ryō                       | Seikatsu       | Iwate                         | 2016              | Gewählt für die Demokratische Partei, Austritt im Juli 2012, Seikatsu→Mirai→Seikatsu no Tō                                                      |
| Suematsu Shinsuke                 | LDP            | Hyōgo                         | 2016              | |
| Suzuki Kan                        | DPJ            | Tokio                         | 2013              | |
| Suzuki Seiji                      | LDP            | Aichi                         | 2013              | |
| Takagai Emiko                     | LDP            | Verhältniswahl                | 2016              | |
| Takahashi Chiaki                  | DPJ            | Mie                           | 2013              | |
| Takemi Keizō                      | LDP            | Verhältniswahl                | 2013              | Nachrücker im Dezember 2012 für Yoshiie Hiroyuki                                                                                                |
| Takeuchi Norio                    | DPJ            | Kōchi                         | 2013              | |
| Takeya Toshiko                    | Kōmeitō        | Tokio                         | 2016              | |
| Tamaki Kazuya                     | DPJ            | Verhältniswahl                | 2013              | Nachrücker für Ōishi Hisako im Januar 2012 |
| Tamura Tomoko                     | KPJ            | Verhältniswahl                | 2016              | |
| Tanaka Naoki                      | LDP            | Niigata                       | 2016              | |
| Tani Hiroyuki                     | DPJ            | Tochigi                       | 2013              | |
| Tani Ryōko                        | Seikatsu       | Verhältniswahl                | 2016              | Gewählt für die Demokratische Partei, Austritt im Juli 2012, Seikatsu→Mirai→Seikatsu no Tō                                                      |
| Taniai Masaaki                    | Kōmeitō        | Verhältniswahl                | 2016              | |
| Tanigawa Shūzen                   | LDP            | Osaka                         | 2013              | |
| Tanioka Kuniko                    | Midori         | Aichi                         | 2013              | Gewählt für die Demokratische Partei, Gründung von Midori no Kaze im Juli 2012                                                                  |
| Tarui Yoshikazu                   | DPJ            | Verhältniswahl                | 2013              | Nachrücker im Dezember 2012 für Konno Azuma |
| Tashiro Kaoru                     | DPJ            | Verhältniswahl                | 2016              | |
| Terata Sukeshiro                  | Minna          | Verhältniswahl                | 2016              | |
| Todoroki Toshiharu                | DPJ            | Verhältniswahl                | 2013              | |
| Tokunaga Eri                      | DPJ            | Hokkaidō                      | 2016              | |
| Tokunaga Hisashi                  | DPJ            | Shiga                         | 2013              | |
| Tomochika Toshirō                 | Seikatsu       | Ehime                         | 2013              | Gewählt für die Demokratische Partei, Austritt im Juli 2012, Rücktritt/Mandatsverlust im Dezember 2012 für Kandidatur bei der Shūgiin-Wahl 2012 |
| Toyama Itsuki                     | Seikatsu       | Miyazaki                      | 2013              | Gewählt für die Demokratische Partei, Austritt im Juli 2012, Rücktritt/Mandatsverlust im Dezember 2012 für Kandidatur bei der Shūgiin-Wahl 2012 |
| Tsuda Yatarō                      | DPJ            | Verhältniswahl                | 2016              | |
| Tsukada Ichirō                    | LDP            | Niigata                       | 2013              | |
| Tsuji Yasuhiro                    | DPJ            | Hyōgo                         | 2013              | |
| Tsuruho Yōsuke                    | LDP            | Wakayama                      | 2016              | |
| Tsurunen Marutei (Martti Turunen) | DPJ            | Verhältniswahl                | 2013              | |
| Uematsu Emiko                     | DPJ            | Kagawa                        | 2013              | |
| Ueno Hiroshi                      | Minna          | Verhältniswahl                | 2016              | Rücktritt/Mandatsverlust im Dezember 2012 für Kandidatur bei der Shūgiin-Wahl 2012                                                              |
| Ueno Michiko                      | LDP            | Tochigi                       | 2016              | |
| Umemura Satoshi                   | DPJ            | Osaka                         | 2013              | |
| Uozumi Yūichirō                   | Kōmeitō        | Verhältniswahl                | 2013              | |
| Uto Takashi                       | LDP            | Verhältniswahl                | 2016              | |
| Wakabayashi Kenta                 | LDP            | Nagano                        | 2016              | |
| Waki Masashi                      | LDP            | Verhältniswahl                | 2016              | |
| Watanabe Takao                    | Kōmeitō        | Verhältniswahl                | 2013              | |
| Watanabe Takeyuki                 | LDP            | Gifu                          | 2016              | |
| Yamada Tarō                       | Minna          | Verhältniswahl                | 2016              | Nachrücker im Dezember 2012 für Ueno Hiroshi/Oguma Shinji/Sakurauchi Fumiki                                                                     |
| Yamada Toshio                     | LDP            | Verhältniswahl                | 2013              | |
| Yamaguchi Natsuo                  | Kōmeitō        | Tokio                         | 2013              | |
| Yamamoto Hiroshi                  | Kōmeitō        | Verhältniswahl                | 2013              | |
| Yamamoto Ichita                   | LDP            | Gunma                         | 2013              | |
| Yamamoto Kanae                    | Kōmeitō        | Verhältniswahl                | 2013              | |
| Yamamoto Junzō                    | LDP            | Ehime                         | 2016              | |
| Yamamura Terutsugu                | DPJ            | Verhältniswahl                | 2013              | Nachrücker für Ōe Yasuhiro im Juni 2013 |
| Yamane Ryūji                      | DPJ            | Saitama                       | 2013              | |
| Yamashita Yoshiki                 | KPJ            | Verhältniswahl                | 2013              | |
| Yamatani Eriko                    | LDP            | Verhältniswahl                | 2016              | |
| Yamauchi Tokushin                 | SDP            | Verhältniswahl                | 2013              | |
| Yamazaki Masaaki                  | fraktionslos   | Fukui                         | 2016              | vor der Wahl zum Vizepräsidenten im Dezember 2012 LDP                                                                                           |
| Yamazaki Tsutomu                  | LDP            | Aomori                        | 2016              | |
| Yanagida Minoru                   | DPJ            | Hiroshima                     | 2016              | |
| Yanagisawa Mitsuyoshi             | DPJ            | Verhältniswahl                | 2016              | |
| Yasui Misako                      | DPJ            | Aichi                         | 2016              | |
| Yokomine Yoshirō                  | fraktionslos   | Verhältniswahl                | 2013              | Gewählt für die Demokratische Partei, Gründungsmitglied Wahre Demokraten 2012                                                                   |
| Yokoyama Shin’ichi                | Kōmeitō        | Verhältniswahl                | 2016              | |
| Yonenaga Harunobu                 | Minna          | Yamanashi                     | 2013              | Gewählt für die DPJ, Austritt im Juli 2012, Beitritt zur Minna no Tō im Januar 2013                                                             |
| Yoshida Hiromi                    | LDP            | Nagano                        | 2013              | |
| Yoshida Tadatomo                  | SDP            | Verhältniswahl                | 2016              | |
| Yoshiie Hiroyuki                  | LDP            | Verhältniswahl                | 2013              | Rücktritt/Mandatsverlust im November 2012 für Kandidatur bei der Shūgiin-Wahl 2012                                                              |
| Yoshikawa Saori                   | DPJ            | Verhältniswahl                | 2013              | |